# Tanis Hunt
Tanis Hunt (ur. 25 stycznia 1970) – amerykańska narciarka alpejska, srebrna medalistka mistrzostw świata juniorów.

## Kariera
Największy sukces w karierze Tanis Hunt osiągnęła w 1988 roku, startując na mistrzostwach świata juniorów w Madonna di Campiglio. Wywalczyła tam srebrny medal w slalomie, rozdzielając na podium Włoszkę Renate Oberhofer i Raymonde Ansanay Alex z Francji. Było to jedyny medal wywalczony przez Hunt na arenie międzynarodowej. Brała także udział w rozgrywanych rok później mistrzostwach świata juniorów w Aleyska, zajmując piąte miejsce w slalomie i dziewiąte w slalomie gigancie. Jedyne punkty w zawodach Pucharu Świata wywalczyła 13 stycznia 1991 roku Kranjskiej Gorze, gdzie była piętnasta w slalomie. W klasyfikacji generalnej sezonu 1990/1991 zajęła ostatecznie 83. miejsce. Nie brała udziału w igrzyskach olimpijskich ani mistrzostwach świata.

## Osiągnięcia

### Mistrzostwa świata juniorów
| Miejsce | Dzień       | Rok  | Miejscowość          | Konkurencja | Czas biegu  | Strata  | Zwyciężczyni         |
| ------- | ----------- | ---- | -------------------- | ----------- | ----------- | ------- | -------------------- |
| 12.     | 30 stycznia | 1988 | Madonna di Campiglio | Gigant      | 1:53,22 min | +2,11 s | Sabine Ginther       |
| 2.      | 31 stycznia | 1988 | Madonna di Campiglio | Slalom      | 1:37,98 min | +0,67 s | Renate Oberhofer     |
| 5.      | 7 kwietnia  | 1989 | Aleyska              | Slalom      | 1:41,48 min | +1,66 s | Gabriela Zingre      |
| 9.      | 8 kwietnia  | 1989 | Aleyska              | Gigant      | 2:09,19 min | +1,61 s | Kimberly Schmidinger |

### Puchar Świata

#### Miejsca w klasyfikacji generalnej
- sezon 1990/1991: 83.

#### Miejsca na podium
Hunt nigdy nie stanęła na podium zawodów PŚ.